# Nam
Nam är ett könsneutralt förnamn. 155 män har namnet i Sverige och 56 kvinnor. Flest män bär namnet i Västra Götalands län där 32 män har namnet och flest kvinnor bär namnet i Stockholms län där 14 kvinnor har namnet.